# Nunca antes na História deste País
Nunca antes na história deste país é um livro do jornalista brasileiro Marcelo Tas, lançado em novembro de 2009 pela editora Panda Books. Reúne frases do ex-presidente Lula organizadas em dez "profissões" assumidas pelo ex-presidente: Lula Turista, Economista, Ser Humano, Filósofo, Comediante stand-up, Metamorfose Ambulante, Marqueteiro, Advogado, Técnico de Futebol e Lula Animal político.
Marcelo Tas publicou em seu blogue fotos do presidente recebendo um exemplar do novo livro, o volume chegou às mãos do presidente pela repórter da TV Bandeirantes Eleonora Pascoal, que cobria a viagem de Lula a Londres. 